# Chingachgook, die grosse Schlange
Pour plus de détails, voir Fiche technique et Distribution.
Chingachgook, die grosse Schlange est un western est-allemand sorti en 1967 et réalisé par Richard Groschopp (de). C'est une adaptation cinématographique de Le Tueur de daims (Der Wildtöter en allemand), le dernier tome des Histoires de Bas-de-Cuir de James Fenimore Cooper paru en 1841.
À la différence d'autres westerns est-allemands comme Le Fils de la Grande Ourse ou Les Loups blancs, Chingachgook, die große Schlange n'est jamais sorti dans un pays francophone,,.

## Synopsis
En Amérique du Nord entre 1740 et 1745, les troupes britanniques tentent de reprendre à la France ses colonies. Les deux parties tentent de se faire des alliés parmi les amérindiens. La fille d'un chef nommé Wa-Ta-Wa, promis à Chingachgook, tombe entre les mains des Hurons, alliés des troupes françaises face aux Delawares. Chingachgook, dit « Grand Serpent », entreprend de libérer son épouse avec l'aide de son ami Nathaniel dit « Tueur-de-Daims ».

## Fiche technique
- Titre original : Chingachgook, die große Schlange ou Chingachgook, die grosse Schlange (litt. « Chingachgook, le Grand Serpent »)
- Réalisateur : Richard Groschopp (de)
- Scénario : Wolfgang Ebeling, Richard Groschopp (de) d'après James Fenimore Cooper
- Photographie : Otto Hanisch
- Montage : Helga Krause
- Musique : Wilhelm Neef (de)
- Société de production : Deutsche Film AG (groupe « Roter Kreis »)
- Pays de production :  Allemagne de l'Est
- Langue de tournage : allemand
- Format : Couleur (ORWO-Color) - 2,35:1 - Son mono - 35 mm
- Genre : Western
- Durée : 91 minutes (1h31)
- Date de sortie :	
  - Allemagne de l'Est : 25 juin 1967
  - Hongrie : 4 janvier 1968
  - Allemagne de l'Ouest : 9 novembre 1976

## Distribution
- Gojko Mitić : Chingachgook
- Rolf Römer : Le Tueur de daims (Wildtöter en VO)
- Helmut Schreiber (de) : Tom Hutter
- Jürgen Frohriep : Harry Hurry
- Lilo Grahn : Judith Hutter
- Andrea Drahota : Wahtawah
- Johannes Knittel : Chêne Fendu (Gespaltene Eiche en VO)
- Adolf Peter Hoffmann : Le chef des Delaware
- Heinz Klevenow : Pointe-de-Flèche (Pfeilspitze en VO)
- Milan Jablonský : Orignal Agile (Flinker Elch en VO)
- Horst Preusker : Capitaine Warley
- Rudolf Ulrich : Le caporal anglais
- Karl Zugowski : Fähnrich Thornton
- Günter Schaumburg : Bison Rouge (Roter Büffel en VO)

## Production
Le film est tourné aux studios de Babelsberg et en extérieur en Tchécoslovaquie et en Bulgarie.

## Accueil
Avec quelques 5 077 070 billets vendus, Chingachgook, die grosse Schlange se place au 20e rang des plus gros succès de tous les temps en Allemagne de l'Est. C'est le 3e western ayant fait le plus de recettes après Le Fils de la Grande Ourse (9,4 millions d'entrées) et Spur des Falken (5,1 millions d'entrées).
D'après Aurélien Ferenczi dans Télérama, « Franchement, ce n'est pas pire que les productions équivalentes tournés en Allemagne de l'Ouest – Winnetou, dans la Ruhr. L'intrigue – qui se situe avant la Guerre d'indépendance – est simplette, jamais parodique (du moins volontairement) ; elle met en valeur l'Indien noble, histoire de critiquer le colon blanc capitaliste qui spécule sur le cours de la peau de castor. Des pré-westerns politiques, en quelque sorte... »